# Luis Fernández Doblado
Luis Fernández Doblado fut juge à la Cour suprême du Mexique à la fin des années 1980. 
Il fut ensuite conseiller juridique du Secrétariat des Relations Extérieures lors de l'élaboration du Statut de Rome sur la Cour pénale internationale, adopté en 1998.